# Alessandro Giustiniani
Alessandro Giustiniani (ur. 3 lutego 1778 w Genui, zm. 11 października 1843 tamże) – włoski kardynał.

## Życiorys
Urodził się 3 lutego 1778 roku w Genui. Studiował na La Sapienzy, gdzie uzyskał doktorat utroque iure, a następnie został protonotariuszem apostolskim. 6 kwietnia 1822 roku przyjął święcenia kapłańskie. 19 kwietnia został tytularnym arcybiskupem Petry, a dwa dni później przyjął sakrę. W latach 18220–1827 był nuncjuszem na Sycylii, a w okresie 1827–1832 – w Portugalii. 30 września 1831 roku został kreowany kardynałem in pectore. Jego nominacja na kardynała prezbitera została ogłoszona na konsystorzu 2 lipca 1832 roku i nadano mu kościół tytularny Santa Croce in Gerusalemme. W latach 1842–1843 pełnił funkcję kamerlinga Kolegium Kardynałów. Zmarł 11 października 1843 roku w Genui.